# 秋山金也

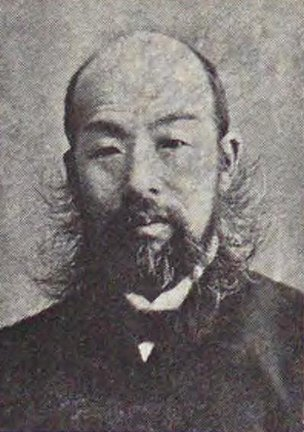
秋山金也

秋山 金也（あきやま きんや、文久2年11月1日〈1862年12月21日〉 - 昭和14年〈1939年〉2月2日）は、日本の衆議院議員（立憲政友会）。医師。

## 経歴
下野国安蘇郡佐野町（現在の栃木県佐野市）出身。1884年（明治17年）、東京帝国大学医科大学別科を卒業。1886年（明治19年）より鹿児島医学校助教諭・附属病院診察医を務めた。1891年（明治24年）、佐野町に戻り安蘇病院院長となった。日清戦争の際には日本赤十字社救護医員として従軍した。1902年（明治35年）、安蘇郡医師会長に選出。1904年（明治37年）、佐野町伝染病院院長に就任した。1908年（明治41年）には栃木県医師会副会長に、1910年（明治43年）には同会長に選出された。また佐野町会議員、安蘇郡会議員、同議長、栃木県会議員に選ばれた。
1917年（大正6年）、衆議院議員補欠選挙に立候補し、当選を果たした。